# Lucio Verginio Tricosto
Lucio Verginio Tricosto  fue cónsul de la República romana, primero en 435 a. C., y de nuevo en 434 a. C., ambas magistraturas teniendo como colega a Cayo Julio Julo. Diodoro Sículo le da el praenomen «Proculus».

## Carrera política
Fue cónsul por primera vez en el año 435 a. C. La peste que castigaba a Roma redobló su vigor este año, diezmando a la población. Los soldados de Fidenas y de Veyes aprovecharon la parálisis romana para saquear el territorio y establecer su campamento cerca de la ciudad. El cónsul Julo se instaló cerca de los ejércitos enemigos, mientras que Lucio Virginio convocaba al Senado en el templo de Quirino.
Los senadores, de acuerdo con el cónsul Julo, decidieron nombrar dictador a Quinto Servilio Prisco Fidenas, quien consiguió derrotar a los etruscos y apoderarse de la ciudadela de Fidenas considerada hasta entonces inexpugnable. Por este logro, recibió el cognomen «Fidenas».
Tricosto y Julo fueron de nuevo cónsules en el año siguiente, de acuerdo con Cayo Licinio Macro, pero otros autores mencionan a Marco Manlio Capitolino y Quinto Sulpicio Camerino Pretextato como cónsules y aún otros refieren que este año no hubo cónsules, sino tribunos militares con poderes consulares.